# Dissay-sous-Courcillon
Dissay-sous-Courcillon – miejscowość i gmina we Francji, w regionie Kraj Loary, w departamencie Sarthe.
Według danych na rok 1990 gminę zamieszkiwało 910 osób, a gęstość zaludnienia wynosiła 26 osób/km² (wśród 1504 gmin Kraju Loary, Dissay-sous-Courcillon plasuje się na 616. miejscu pod względem liczby ludności, natomiast pod względem powierzchni na miejscu 203.).